# Neuquenina
Neuquenina is een geslacht van rechtvleugeligen uit de familie Ommexechidae. De wetenschappelijke naam van dit geslacht is voor het eerst geldig gepubliceerd in 1954 door Rosas Costa.

## Soorten
Het geslacht Neuquenina  is monotypisch en omvat slechts de volgende soort:
- Neuquenina fictor (Rehn, 1943)